# Economía de las Islas Vírgenes
Este territorio utiliza la moneda estadounidense y el año fiscal es del 1 de octubre al 30 de septiembre.
Las actividades económicas principales son el turismo, el comercio y otros servicios, que representan casi el 60% del PIB de Las Islas Vírgenes y aproximadamente la mitad del empleo civil total. Cerca de dos millones de turistas al año visitan las islas. El gobierno es el empleador más grande. El sector agrícola es pequeño, con la mayoría de los alimentos importados. El sector manufacturero consiste en destilación de ron, productos electrónicos, productos farmacéuticos y ensamblaje de relojes. La producción de ron es significativa. Los envíos durante un período de seis meses del año fiscal 2016 totalizaron 8,136.6 millones de galones de prueba.
A mediados de febrero de 2017, la USVI enfrentaba una crisis financiera debido a un nivel de deuda muy alto de $ 2 mil millones y un déficit presupuestario estructural de $ 110 millones. El gobierno presentó un proyecto de ley de "impuesto al pecado" que introduciría o aumentaría los impuestos sobre el ron, la cerveza, los productos de tabaco y las bebidas azucaradas, así como las compras por Internet y los propietarios de unidades de tiempo compartido. El gobernador Kenneth Mapp emitió una orden que restringía el uso de vehículos de propiedad del gobierno, congelaba las contrataciones no esenciales, suspendía las negociaciones salariales y congelaba los viajes no esenciales pagados por las GVI. También suspendió los aumentos salariales negociados, incluidos los ordenados por el Tribunal de Apelaciones de los Estados Unidos.

## Histórica Económica
Durante los días de la esclavitud de lo que entonces eran las Indias Occidentales Danesas, las islas cultivaban cultivos comerciales para ganar dinero. El 3 de julio de 1848, después de una rebelión el día anterior, el gobernador Peter von Scholten concedió a los esclavos  emancipación, que estaba en contra de los deseos de la Corona Danesa. Aunque algunos propietarios de plantaciones se negaron a aceptar la abolición, unos 5000 negros fueron liberados, mientras que otros 17 000 permanecieron esclavizados. En esa época, los esclavos trabajaban principalmente en las plantaciones de azúcar. Otros cultivos incluían algodón y añil. Durante los años siguientes, se implementaron varias veces leyes laborales estrictas, lo que llevó a los plantadores a abandonar sus propiedades, lo que provocó una caída significativa en la población y en la economía en general. A fines de 1800, se agregaron numerosos desastres naturales para empeorar la situación.
Después de que Estados Unidos compró las islas de Dinamarca en 1917, la situación comenzó a mejorar, aunque muy lentamente. Para 1970, la economía había sido impulsada por el turismo y la  manufactura. Los turistas comenzaron a aumentar más significativamente en los años noventa. Se empezaron a construir nuevos hoteles, restaurantes y tiendas; esto llevó a más empleos y una afluencia de inmigrantes que aumentó la población.
La refinería de petróleo HOVENSA dejó de exportar productos petrolíferos en 2014. En la final
año de operaciones de refinería completas, el valor de los productos petrolíferos exportados fue de $ 12.7 mil millones (año fiscal 2011).
Las islas también reciben ingresos de cobertura, que generaron aproximadamente $ 100 millones para las Islas Vírgenes en 2008. Los impuestos federales sobre el consumo de ron y otras bebidas espirituosas destiladas se reembolsan, o cubren, al gobierno de las islas vírgenes. In 2013, Los programas federales y las donaciones de $ 241.4 millones contribuyeron con el 19.7% de los ingresos totales del territorio.
Los principales bancos tienen sucursales en St. Thomas, St. John y St. Croix. Estos incluyen Citibank, Banco Popular de Puerto Rico, The Bank of Nova Scotia, First Bank y Virgin Islands Community Bank.
Las principales aerolíneas viajan hacia y desde St. Thomas y St. Croix.

## Turismo
La industria del turismo es la principal industria, generando una parte sustancial del PIB y gran parte del empleo de las islas.  Casi 3 millones de turistas por año visitan (datos de 2013), la mayoría llega en cruceros. Alrededor del 93 por ciento de los turistas son de otras áreas de los Estados Unidos.
Una publicación de la industria (Consejo Mundial de Viajes y Turismo) indica que el dinero gastado por visitantes extranjeros totalizó $ 1,318.7 millones. Según este informe, Travel & Tourism generó 5000 empleos directamente en 2014, representando el 10.8% del empleo total y el 11.3% del PIB. (Esto incluye el empleo de hoteles, agencias de viajes, líneas aéreas y otros servicios de transporte de pasajeros. También incluye las actividades de las industrias de restaurantes y de ocio con el apoyo directo de los turistas). La contribución total de Viajes y turismo al PIB (incluidos los efectos más amplios de la inversión) fue de 12 000 empleos en 2014 (27.0% del empleo total y 29.9 por ciento del PIB total).
Estas cifras sobre el empleo son más bajas que las estimadas por otras agencias para la industria del turismo según su propia investigación. (Sin embargo, las agencias difieren en cuanto a los tipos de trabajos que clasifican como en turismo). Por ejemplo, Euro-monitor indica que más del 50 por ciento de la fuerza laboral está empleada en algún trabajo relacionado con el turismo.
Los datos más recientes (mayo de 2016) de la Oficina de Investigación Económica de las islas indican que había 37 613 empleos no agrícolas en las islas. Este informe afirma que el "sector del ocio y la hospitalidad" empleaba a una media de 7333 personas. Sin embargo, el sector del comercio minorista, que también atiende a muchos turistas, promedió otros 5913 empleos. Otras categorías que también incluyen algunos trabajos de turismo incluyen Arte y entretenimiento (792 empleos), Alojamiento y comida (6541 empleos), Alojamiento (3755 empleos), Servicios de alimentos y bebidas (2766 empleos). Cuando se totalizan, está claro que un gran porcentaje de los 37 613 trabajadores no agrícolas están empleados en el trato con turistas; Por supuesto, servir a la población local también es parte del papel de estos sectores.

## Mercado laboral
Según la investigación de la CIA, el sector de servicios (turismo, comercio y otros servicios) fueron las principales actividades económicas, representando la mayor parte del PIB de las Islas Vírgenes y alrededor del 80 por ciento del empleo en 2003. (No se dispone de datos más recientes de esta información). fuente.) Las industrias primarias en 2013 fueron el turismo, el montaje de relojes, la destilación de ron, la construcción, los productos farmacéuticos y la electrónica. La mano de obra local ascendió a 50 580. Las últimas instalaciones de montaje de relojes, sin embargo, cerraron en 2015.
El informe de la VI Oficina de Investigación Económica calcula que la fuerza laboral totalizó 48 278 en el primer semestre de 2016, con 42 752 personas clasificadas como civiles. La tasa de paro fue del 11,5%. Alrededor del 29 por ciento estaba empleado por el sector público, lo que lo convierte en el mayor empleador.
El informe de mayo de 2016 no analiza la deuda masiva y ofrece esta perspectiva: "La economía continuará con su curso actual de mejoras leves con las principales contribuciones del turismo, la fabricación y la construcción. Además, el Gobierno está llevando a cabo varias iniciativas. ayudará a la recuperación. Sin embargo, se requiere una fuerte recuperación de la demanda del sector privado, incluidos los gastos de consumo e inversión, para impulsar la recuperación que lleva a la economía a su crecimiento anterior a la recesión."

### Manufacturas y otros sectores
Las industrias manufactureras se desarrollaron significativamente en la década de 1970, especialmente en St. Croix isla. La mayoría de las industrias dependen de las concesiones fiscales y las ventajas financieras que derivan de ser un territorio estadounidense. Una alúmina procesó en fábrica bauxita hasta diciembre de 2009. La Hovensa refinería de petróleo produjo 495 000 barriles de petróleo por día (78 700{\displaystyle m^{3}/d}), y cerrado en febrero de 2012. Los analistas que revisan la economía a menudo señalan el cierre de la refinería de petróleo de Hovensa, que había sido el mayor empleador del sector privado de las islas. Esto ciertamente afectó la economía local, dejando a 2200 personas sin empleo. En el último año de operaciones completas de refinería, el valor de los productos petrolíferos exportados fue de $ 12.7 mil millones. Las exportaciones de las islas cayeron después del cierre de la refinería en 2012, de $ 3339 a $ 2627 millones. Sin embargo, las Importaciones también disminuyeron, de $ 3056 a $ 2694 millones.
A fines de 2013, el Grupo de Investigación y Estadísticas del Banco de la Reserva Federal de Nueva York señaló que el empleo manufacturero se redujo en un 50 por ciento en mayo de 2012 y en otro 4 por ciento en noviembre de 2012, y que el PIB se redujo en un 13 por ciento, "principalmente debido a una 80 por ciento de caída en las exportaciones (principalmente petróleo refinado) ". Por otro lado, el turismo y algunas otras industrias de servicios crecieron en 2013.
El Libro de Hechos Mundiales de la CIA. declaró que en 2013, "la economía se mantiene relativamente diversificada. Junto con una industria turística vibrante, las exportaciones de ron, el comercio y los servicios serán las principales fuentes de ingresos en los próximos años". Un grupo de investigación con sede en Nueva York hizo el siguiente comentario a finales de 2013: "Mirando hacia el futuro, observamos que el clima tropical y las playas pintorescas continuarán atrayendo a los turistas, y los recursos naturales son un buen augurio para la producción de ron. Sin embargo, el grupo también agregó que" también puede valer la pena observar la infraestructura física y el capital humano acumulados a lo largo de los años, con miras a utilizarlo para otros tipos de actividad económica productiva ".
El último informe (mayo de 2016) indicó que había un promedio de 607 empleos de fabricación. En comparación, hubo 1487 empleos de recursos naturales y construcción y casi 11 000 personas trabajaron en algún aspecto de la agricultura en la primera mitad del año fiscal 2016.

### Servicio de internet y celular
Con la ayuda de fondos de la Ley de Reinversión y Recuperación de Estados Unidos de 2009, la Red de Próxima Generación de las Islas Vírgenes (una subsidiaria de propiedad gubernamental) comenzó a llevar banda ancha acceso a internet al territorio, en un esfuerzo por estimular el sector de la tecnología y las empresas en general. Hoy en día, el servicio de banda ancha está disponible por vía inalámbrica y por cable. El servicio de telefonía celular es también
Ampliamente disponible en las cuatro islas de varios proveedores.

## Desafíos financieros
Un informe de mayo de 2016 de Bloomberg expresó preocupación por la carga de la deuda de las islas. "En términos de la carga de la deuda, sobre una base per cápita, sobre la base de los ingresos, es alta", dijo Marcy Block, analista de Fitch. El gobierno lo cree podrá volver a jugar los préstamos. En parte, eso se debe a la forma en que están estructurados los bonos. Muchos valores están respaldados por flujos de ingresos específicos, como los impuestos especiales vinculados a la producción de ron por Diageo Plc y Cruzan International Inc., que van directamente del Tesoro de los Estados Unidos a un agente de custodia. Incluso los bonos respaldados por impuestos brutos sobre los recibos, que según los documentos de la oferta están "garantizados por su plena fe y su capacidad crediticia y fiscal", también otorgan al fideicomisario un derecho de retención sobre los gravámenes ".
Algunos medios de comunicación informaron sobre una crisis financiera en enero o febrero de 2017. La deuda con respaldo fiscal general de USVI fue de $ 2 mil millones el 23 de enero, lo cual es muy alto considerando la población moderada. Eso se tradujo en una deuda per cápita de $ 19 000, que era peor que la deuda per cápita en Puerto Rico, que en ese momento estaba atravesando una grave crisis financiera. Un analista de Debtwire que escribió en Forbes indicó que nada menos que un milagro evitaría un colapso financiero.
Al 15 de febrero de 2017, el GVI tenía un corto presupuesto de $ 110 millones en su presupuesto actual (déficit estructural). El gobernador Kenneth Mapp emitió una orden ejecutiva que limitó el uso de vehículos propiedad del gobierno, congela las contrataciones no esenciales, suspende las negociaciones salariales y congela los viajes no esenciales pagados por el GVI. Algunos trabajos están exentos del congelamiento de la contratación: puestos de funcionarios públicos cuyos salarios se pagan a través de fondos federales, trabajadores de servicios humanos, maestros y personas que trabajan en agencias bajo decretos de consentimiento federal, como la policía y los funcionarios penitenciarios. Un informe de La Casa de Gobierno indicó que estos pasos eran necesarios "dado que los ingresos en efectivo que ingresan a la tesorería son insuficientes para cubrir los gastos actuales".
El 16 de febrero, Valdamier Collens, Comisionado de Finanzas y Comisionado de Finanzas y Director Ejecutivo de la Autoridad de Finanzas Públicas, dijo que el gobierno tenía solo dos días de efectivo disponible, en lugar de los típicos 15 o 16 días de los últimos meses. El gobierno presentó un proyecto de ley etiquetado como "impuesto al pecado", con un plan para introducir o aumentar los impuestos. Las materias primas afectadas incluirían ron, productos de tabaco, cerveza y bebidas azucaradas, así como también propietarios de unidades de tiempo compartido y compras por Internet. "Si somos capaces de aprobar medidas que los inversionistas verán cuando abordemos nuestro déficit estructural, eso sería un buen augurio para los inversionistas, pero no van a saltar mañana y dirán: 'Oh, vuelva al mercado'". ", Dijo Collens.
Una coalición formada por las Cámaras de Comercio en los distritos de St. Croix y St Thomas, la Asociación de Hoteles y Turismo de las Islas Vírgenes de los Estados Unidos y la Asociación Americana de Desarrollo de Resorts emitió una declaración conjunta el 14 de febrero de 2017 pidiendo al Gobernador Kenneth Mapp que retire el impuesto sobre el pecado cuenta. El grupo cree que el impuesto adicional sería un "golpe aplastante" para las empresas. Recomendó una alternativa: trabajar "con el sector privado para desarrollar las ideas ya presentadas para ayudar a aliviar la crisis financiera". La respuesta de Mapp a la coalición incluyó su comprensión de las estrategias recomendadas del grupo:
"Por ejemplo, las cámaras están pidiendo que recortemos los salarios de todos los trabajadores del gobierno en un 30 por ciento, que aumentemos los impuestos a la propiedad en propiedades residenciales y comerciales y que impongamos un recargo del impuesto a la renta sobre los salarios de todos los trabajadores en el Territorio". él dijo. "Estas recomendaciones draconianas de las Cámaras de Comercio para evitar la imposición de un impuesto de 25 centavos a una botella de cerveza o un impuesto de 50 centavos a una botella de ron. Ahora es el momento de poner a nuestra gente ... primero."

## Visión general de la economía
La investigación de la CIA concluyó que las islas recibían cerca de 3 millones de turistas por año (estimación de 2014), principalmente de los cruceros visitantes. Sin embargo, la estimación más reciente de mayo de 2016 para el número de llegadas de la VI Oficina de Investigación Económica asciende a 1 208 295 por barco de crucero y 403 876 personas por avión. No todos estos últimos habrían sido turistas, por supuesto.
El presupuesto del gobierno en 2013 consistió en $ 1223 millones en ingresos y $ 1551 millones en gastos. Los programas federales y las donaciones de $ 241.4 millones contribuyeron con el 19.7% de los ingresos totales del territorio en 2013.
Los siguientes datos fueron compilados de los informes publicados por la CIA y la VI Oficina de Investigación Económica. Toda la información anterior a la crisis financiera de principios de 2017 puede haber tenido efectos en varias categorías económicas.
* Producto Interno Bruto (tipo de cambio oficial):
$5075 billón (2013)
* GDP - per cápita (PPP):
$36 100 (2013 est.)
$39 300 (2012 est.)
$40 500 (2011 est.)
* GDP - tasa de crecimiento real:
-5.4% (2013 est.)
-13.8% (2012 est.)
-7.5% (2011 est.)
* GDP - Composición, por sector de origen.:
agricultura: 2%
industria: 20%
servicios: 78% (2012 est.)
* La deuda pública:
45.9% de GDP (2014)
* Tasa de desempleo:
13% (2014)
11.5% (primer semestre de 2016)
* Fuerza laboral civil (2016) 42 752 personas
* Empleos del sector privado (2016) 71 Por ciento del total
* Salario promedio (2016) $39 258 (Sector Privado, $34 088; Sector Público $52 572)
* Envíos de ron en seis meses. (2016) 8,136.6 de gallones
* Valor promedio de las casas vendidas (2015) $508 811